# Masie
Masie – wieś w Polsce położona w województwie podlaskim, w powiecie monieckim, w gminie Mońki.
W latach 1975–1998 miejscowość administracyjnie należała do województwa białostockiego.
Według spisu ludności z 30 września 1921 Masie zamieszkiwało ogółem 125 osób z czego mężczyzn – 56, kobiet – 69. Budynków mieszkalnych było 22.
Wierni kościoła rzymskokatolickiego należą do parafii św. Apostołów Piotra i Pawła w Trzciannem.